# Plesiothoa gigerium
Plesiothoa gigerium är en mossdjursart som först beskrevs av Ryland och Gordon 1977.  Plesiothoa gigerium ingår i släktet Plesiothoa och familjen Hippothoidae. Inga underarter finns listade i Catalogue of Life.